# Rund um Berlin 2008
Rund um Berlin 2008 war die 95. Austragung des ältesten deutschen Eintagesrennens Rund um Berlin. Es fand am 7. September statt und führte über 179,7 Kilometer. Veranstalter des Straßenradrennens war der Berliner Radsportverband. Die Hauptinitiatoren für die Wiederaufnahme des Rennens seit 2000 waren der Radsportfunktionär Michael Drabinski und der Journalist Werner Ruttkus. Es war die bisher letzte Austragung des Rennens (Stand 2020).

## Rennverlauf
Das Rennen führte nur teilweise durch das Stadtgebiet von Berlin. Bei Altlandsberg wurde eine größere Zielschleife gefahren, ehe das Ziel auf dem Marktplatz von Altlandsberg angesteuert wurde. Nach hohem Anfangstempo und mehreren Ausreißversuchen bildete sich nach 100 Kilometern eine Spitzengruppe, die aus 19 Fahrern bestand. Auf dem letzten Abschnitt mit Kopfsteinpflaster konnte Robert Bartko sich von den letzten Begleitern absetzen und kam mit geringem Vorsprung als Solist ins Ziel.
|     | Fahrer              | Verein                   | Zeit (h)       |
| --- | ------------------- | ------------------------ | -------------- |
| 01. | Robert Bartko       | RSV Werner Otto          | 4:02:41        |
| 02. | Dirk Vobbe          | Schleswig-Holstein       | + 0:04 Minuten |
| 03. | Christoph Pfingsten | KED Bianchi Berlin       | + 0:15 Minuten |
| 04. | Müller              | SC Berlin                | + 0:50 Minuten |
| 05. | Oelerich            | Schleswig-Holstein       | + 0:50 Minuten |
| 06. | Viktor Ulzen        | RV Lichterfelde-Steglitz | + 0:50 Minuten |
| 0 … |                     |                          |                |